# J. Karl Hedrick
J. Karl Hedrick (1944 – 22 de fevereiro de 2017 ) foi um especialista em teoria de controle estadunidense. Foi professor do Departamento de Engenharia Mecânica da Universidade da Califórnia em Berkeley
Contribuiu com trabalhos seminais em controle não-linear e estimação. Antes de ser membro da faculdade em Berkeley foi professor do Instituto de Tecnologia de Massachusetts, de 1974 a 1988. Hedrick obteve um grau de bacharel em engenharia mecânica na Universidade de Michigan (1966) e um M.S. e Ph.D na Universidade Stanford (1970, 1971).
Recebeu a Medalha Rufus Oldenburger da Sociedade dos Engenheiros Mecânicos dos Estados Unidos (ASME) em 2006. Foi eleito membro da Academia Nacional de Engenharia dos Estados Unidos em 2014.